# BelAZ-7558
Der BelAZ-7558 (russisch БелАЗ-7558) ist ein Großmuldenkipper des belarussischen Herstellers BelAZ, der seit 2012 in Serie produziert wird. Der Muldenkipper ist für die Beförderung großen Abraums in tiefen Tagebauen mit schwierigen Bedingungen konzipiert. Im Jahr 2016 wurde der einhundertste BelAZ-75581 hergestellt.

## Technik
Der BelAZ-7558 ist allradgetrieben (4×4) und erreicht maximal 60 km/h. Er ist 10,34 m lang, 5,36 m breit und 4,635 m hoch; der Radstand beträgt 4,7 m. Er kann bei Temperaturen von −50 °C bis +50 °C eingesetzt werden. Der Fahrantrieb ist dieselelektrisch mit einem Zwölfzylinder-Dieselmotor von Cummins Engine. Zur Wahl stehen der QST30-C oder den KTA 38-C, beide mit einem Hubraum von 30 Liter und einer Leistung von 1050 hp (783 kW). Die elektrischen Fahrmotoren sitzen an den Achsen; das Drehmoment wird über Planetengetriebe auf die Räder übertragen. Der Wenderadius misst 11 m. Die Federung funktioniert hydropneumatisch; an beiden Achsen gibt es Stabilisatoren.
Das gemäß FOPS-Sicherheitsbestimmungen (Falling Object Protection Structure) gegen herabfallende Gegenstände gesicherte Fahrerhaus ist über dem linken Radkasten angebracht und über eine Leiter-Treppen-Kombination vorne am Fahrzeug erreichbar. Der Hersteller bietet unterschiedliche Kippmulden mit unterschiedlichen Abmessungen und Ladekapazitäten an. Sie fasst je nach Version 37,7 m³, 44,5 m³ oder 75,0 m³ (bei der verlängerten Variante) und kann mit zwei Hydraulikzylindern aus der Waagerechten in die Kippstellung gebracht werden. Die maximale Nutzlast beträgt 90 Tonnen, die Leermasse des BelAZ-7558 gibt der Hersteller mit 74 Tonnen an, was eine zulässige Gesamtmasse von 164 Tonnen ergibt.

## Versionen
- BelAZ-75581: Seit 2014[1]; Motor Cummins QST30-C mit 783 kW (1050 hp); Typ des Elektromotors TAD-9
- BelAZ-75583: Motor Cummins KTA 38-C mit 783 kW (1050 hp); Typ des Elektromotors TAD-9
- BelAZ-75585: Motor Cummins QST30-C mit 783 kW (1050 hp) oder 895 kW (1200 hp); Typ des Elektromotors TAD-320
- BelAZ-7558B: Motor Cummins QST30-C mit 783 kW (1050 hp); Typ des Elektromotors TAD-320
- BelAZ-7558D: Motor Cummins QST30-C mit 783 kW (1050 hp); Typ des Elektromotors MY 4450 K/6
- BelAZ-7558F: Seit 2019;[3] Motor Cummins QST30-C mit 895 kW (1200 hp); Typ des Elektromotors 5GTA59A